# Ba Đình (phường)
Ba Đình là phường trung tâm thuộc thành phố Hà Nội, thủ đô của Việt Nam. Phường được hình thành trên cơ sở sáp nhập các phường Quán Thánh, phường Trúc Bạch, một phần diện tích tự nhiên, quy mô dân số của các phường Điện Biên, Đội Cấn, Kim Mã, Ngọc Hà của quận Ba Đình cũ, một phần diện tích tự nhiên của phường Thụy Khuê của quận Tây Hồ cũ, một phần diện tích của phường Cửa Nam, Cửa Đông và phường Đồng Xuân thuộc quận Hoàn Kiếm cũ, trong đợt Sáp nhập tỉnh, thành Việt Nam 2025.

## Hành chính
Phường Ba Đình được thành lập theo Nghị quyết số 1656/NQ-UBTVQH15 của Ủy ban Thường vụ Quốc hội Việt Nam, ban hành ngày 16 tháng 6 năm 2025. Theo đó, sắp xếp các phường Quán Thánh, phường Trúc Bạch, một phần diện tích tự nhiên, quy mô dân số của các phường Điện Biên, Đội Cấn, Kim Mã, Ngọc Hà của quận Ba Đình cũ, một phần diện tích tự nhiên của phường Thụy Khuê của quận Tây Hồ cũ, một phần diện tích của phường Cửa Nam, Cửa Đông và phường Đồng Xuân thuộc quận Hoàn Kiếm cũ, để thành lập phường Ba Đình.
Sau sắp xếp phường có diện tích tự nhiên 2,95 km2, quy mô dân số 87.651 người. Phía Đông tiếp giáp phường Hoàn Kiếm, phía Tây tiếp giáp phường Ngọc Hà, phía Nam tiếp giáp phường Cửa Nam, Văn Miếu - Quốc Tử Giám, Ô Chợ Dừa, Giảng Võ, phía Bắc tiếp giáp phường Tây Hồ và Hồng Hà.
- Trụ sở Đảng ủy phường: Số 12–14, phố Phan Đình Phùng, phường Ba Đình (Địa chỉ cũ: Số 12–14, phố Phan Đình Phùng, phường Quán Thánh, quận Ba Đình)
- Trụ sở UBND phường: Số 2, phố Trúc Bạch, phường Ba Đình (Địa chỉ cũ: Số 2, phố Trúc Bạch, phường Trúc Bạch, quận Ba Đình)[3]